# Lophogobius cyprinoides
Lophogobius cyprinoides är en fiskart som först beskrevs av Pallas, 1770.  Lophogobius cyprinoides ingår i släktet Lophogobius och familjen smörbultsfiskar. Inga underarter finns listade i Catalogue of Life.